# Cohors I Aelia Singularium
Die Cohors I Aelia Singularium (deutsch 1. aelische Kohorte der Gardesoldaten) war eine römische Auxiliareinheit. Sie ist durch Inschriften auf Grabsteinen, Altären und Ähnlichem belegt.

## Namensbestandteile
- Aelia: Die Ehrenbezeichnung bezieht sich auf Antoninus Pius, dessen vollständiger Name als röm. Kaiser Titus Aelius Hadrianus Antoninus Augustus Pius lautet. Von den insgesamt neun Kohorten mit diesem Namenszusatz sind die Cohors I Aelia Singularium und die Cohors Aelia Expedita die beiden einzigen, die diese Bezeichnung durch Antoninus Pius erhielten.[1] Eine Inschrift auf einem Grabstein, der in Auzia gefunden wurde, enthält die vollständige Bezeichnung der Einheit: (CIL 8, 20753)

[…] coh(orte) I Ael(ia) sing(ularium) […]
- Singularium: [der/aus] Gardesoldaten. Die Soldaten der Kohorte waren ursprünglich Angehörige der Pedites Singulares Pannoniciani, einer Gardeeinheit, die in Aquae Calidae in der Provinz Mauretania Caesariensis stationiert war.[1]

Da es keine Hinweise auf den Namenszusatz equitata (teilberitten) gibt, ist davon auszugehen, dass es sich um eine reine Infanterie-Kohorte (Cohors peditata) handelt. Die Sollstärke der Einheit lag daher bei 480 Mann, bestehend aus 6 Centurien Infanterie mit jeweils 80 Mann.

## Geschichte
Die Gardeeinheit Pedites Singulares Pannoniciani wurde als Verstärkung eingesetzt, um eine Revolte in Mauretanien während der Regierungszeit von Antoninus Pius (138–161) niederzuschlagen. Nach der Unterdrückung des Aufstands wurde die Gardeeinheit zu einer eigenständigen Kohorte, der Cohors I Aelia Singularium aufgewertet.
Letztmals erwähnt wird die Einheit auf einer Inschrift aus Auzia, die auf 260 datiert ist. (CIL 8, 9047)

## Standorte
Standorte der Kohorte in Mauretania Caesariensis waren möglicherweise:
- Auzia: Inschriften belegen die Anwesenheit (von Teilen) der Kohorte in Auzia. Auf den Inschriften wird die Einheit mit cohors singularium bezeichnet.[1][2]

## Kommandeure
Kommandeure der Einheit sind nicht bekannt.